# Attila Reményi
Attila Reményi (* 22. Juli 1959 in Győr) ist ein ungarischer Komponist.

## Leben
Er studierte Klavier und Komposition bei Professor Rezső Sugár und Emil Petrovics an der Franz-Liszt-Musikakademie (1977–1982). Zurzeit unterrichtet er an der Komposition und Musikwissenschaft in Győr.

## Preise
- 1990 Erkel-Auszeichnung
- 2008 Bartók-Pásztory-Preis